# Torula
Torula — рід грибів родини Torulaceae. Назва вперше опублікована 1794 року.